# Giacomo Antonio Morigia
Giacomo Antonio Morigia (né le 23 janvier 1633 à Milan en duché de Milan, et mort à Pavie le 8 octobre 1708) est un cardinal italien de la fin du XVIIe siècle et du début du XVIIIe siècle. Il est membre de l'ordre des barnabites.

## Biographie
Giacomo Antonio Morigia est théologien du duc Cosme III de Toscane et précepteur de son fils aîné Ferdinando. Il est élu évêque de San Miniato en 1681 et promu à l'archidiocèse de Florence en 1683.
Le pape Innocent XII le crée cardinal in pectore lors du consistoire du 12 décembre 1695. Sa création est publiée le 19 décembre 1698. En 1701 il est transféré au diocèse de Pavie avec titre d'archevêque. Morigia participe au conclave de 1700, lors duquel Clément XI est élu pape.

## Succession apostolique
Giacomo Antonio Morigia a ordonné les évêques suivants :
- Archevêque Tommaso Vidoni (1691)
- Évêque Francesco Antonio Gaudiosi, O.P. (1699)
- Évêque Giovanni Giuseppe Bonaventura (1699)
- Évêque Paolo Andrea Borelli, B. (1700)